# معركة قيزل تيبه
معركة قيزل تيبه (بالإنجليزية: Battle of Kizil-tepe)‏ هي معركة اندلعت في 25 أغسطس 1877 بين الدولة العثمانية من جانب والامبراطورية الروسية من جانب آخر كجزء من معارك الحرب العثمانية الروسية التي امتدت خلال الفترة من 1877 واستمرت لعام 1878 وكان الروس خلال المعركة يحاولون محاصرة العثمانين بكارس لكن المعركة انتهت بانتصار العثمانين ونجاحهم في فك الحصار.